# Tupolew ANT-9
Die Tupolew ANT-9 (russisch Туполев АНТ-9) war ein sowjetisches Passagierflugzeug, das in den 1930er-Jahren eingesetzt wurde.

## Entwicklung
Sie entstand als Reaktion auf eine Forderung vom Oktober 1927 nach einem inländischen Verkehrsflugzeug. Zu dieser Zeit wurden bei der Deruluft und dem Vorläufer der Aeroflot, Dobroljot, nur ausländische Modelle, hauptsächlich deutsche, geflogen. Die ersten Entwürfe des Schulterdeckers entstanden im Dezember des gleichen Jahres unter Leitung von Alexander Archangelski. Als erstes wurde eine Attrappe angefertigt, die im Oktober 1928 abgenommen wurde.
Der erste Prototyp namens „Krylja Sowjetow“ (Крылья советов, deutsch Flügel der Sowjets) erhielt drei französische Gnôme-Rhône-Titan-Motoren und flog erstmals im April 1929. Er wurde der Öffentlichkeit am 1. Mai 1929 auf dem Roten Platz vorgestellt und ging danach in die staatliche Flugerprobung, die im Juni abgeschlossen wurde. Es war vorgesehen, die Serienmodelle mit M-26-Triebwerken auszustatten, man musste aber nach einigen Exemplaren auf amerikanische Wright-Whirlwind mit Dreiblatt-Luftschrauben ausweichen, da der M-26 sehr störanfällig war. Später erfolgte noch eine Vergrößerung des Leitwerks und Überspannung der Wellblechbeplankung mit Stoff. Von dieser ersten Serie wurden zwölf Stück gebaut. Zwei dieser Flugzeuge wurden von der Deruluft ab 1933 auf der Strecke Berlin-Moskau eingesetzt.
Michail Gromow führte mit der Krylia Sowjetow einen europäischen Rundflug auf der Strecke Moskau–Travemünde–Berlin–Paris–Rom–Marseille–London–Paris–Berlin–Warschau–Moskau durch, der vom 10. Juli bis zum 8. August 1929 dauerte und für einiges Aufsehen sorgte. Dabei beförderte er acht Passagiere über eine Strecke von 9.037 km, die er in 53 Flugstunden bei einer Durchschnittsgeschwindigkeit von 177 km/h zurücklegte.

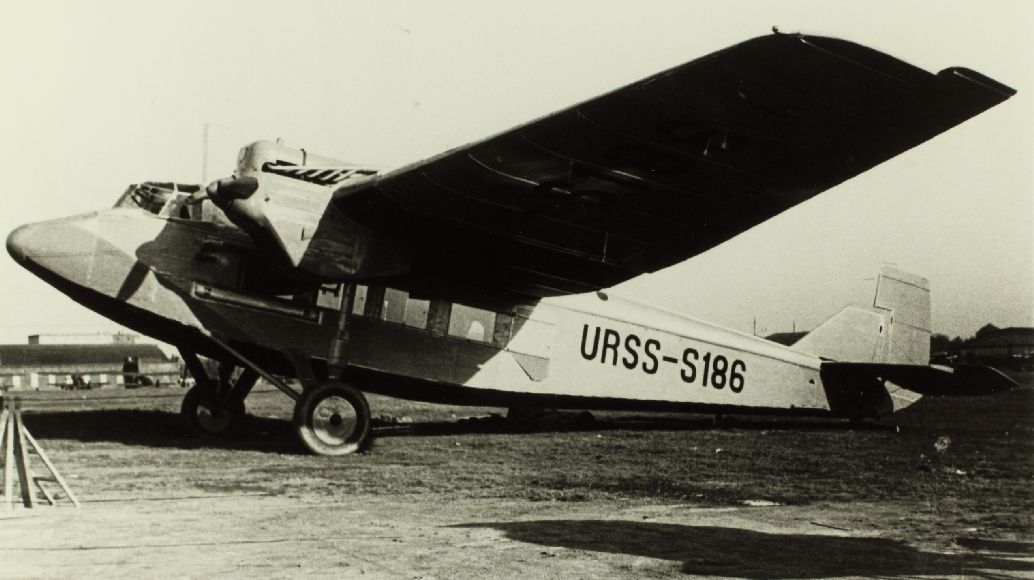
Zweimotorige PS-9

Im September 1930 wurde die Erprobung endgültig abgeschlossen, und die Serienproduktion wurde nun mit nur zwei M-17-Motoren sowjetischer Bauart fortgeführt, die dem Modell eine höhere Geschwindigkeit verliehen. Dabei wurden die Motorgondeln der ANT-7 übernommen, was die Spannweite um 0,5 m vergrößerte. Die offizielle Bezeichnung für diese Ausführung war PS-9 (russisch пассажирский самолёт für Passagierflugzeug). Die Stückzahl betrug insgesamt 75 Maschinen. Bis zum Beginn des Großen Vaterländischen Krieges dienten sie als Passagier- oder Stabsflugzeuge hauptsächlich auf den Fluglinien in Mittelasien und im Kaukasus. Danach wurden sie bis 1943 als Transport- und Sanitätsflugzeuge eingesetzt.
Eine von Fotos bekannt gewordene ANT-9 erhielt 1935 im Auftrag der Zeitschrift „Krokodil“ einen dementsprechenden Anstrich mit großer Schnauze am Bug und „Höckern“ auf dem Rücken. Geflogen wurde sie mehrere Jahre von der Maxim-Gorki-Propagandastaffel.
Eine als Tupolew ANT-14 bezeichnete fünfmotorige Weiterentwicklung wurde in nur einem Exemplar gebaut und konnte 36 Passagiere befördern. Sie stand bis 1941 im Dienst.

## Technische Daten

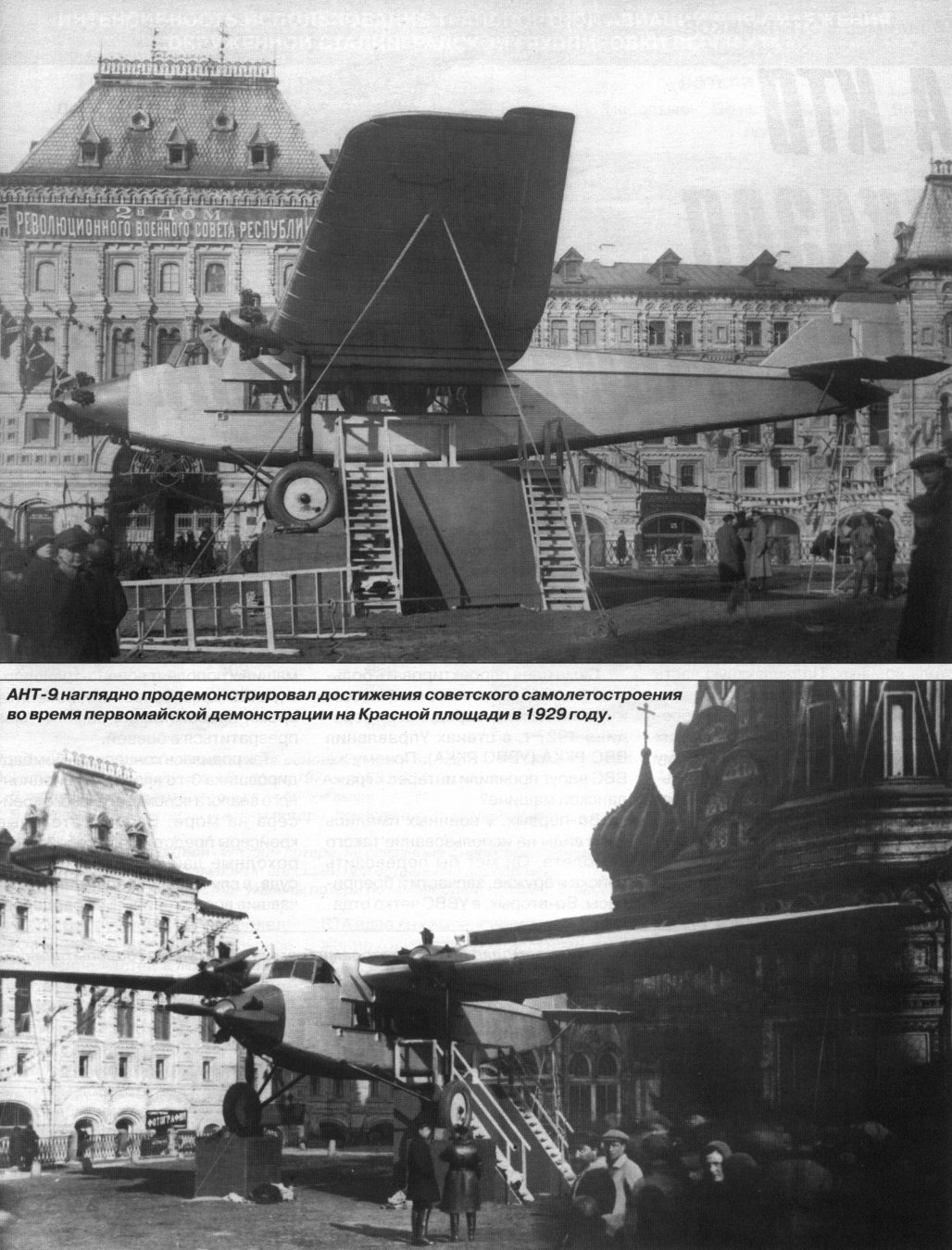
ANT-9 während der Präsentation auf dem Roten Platz am 1. Mai 1929

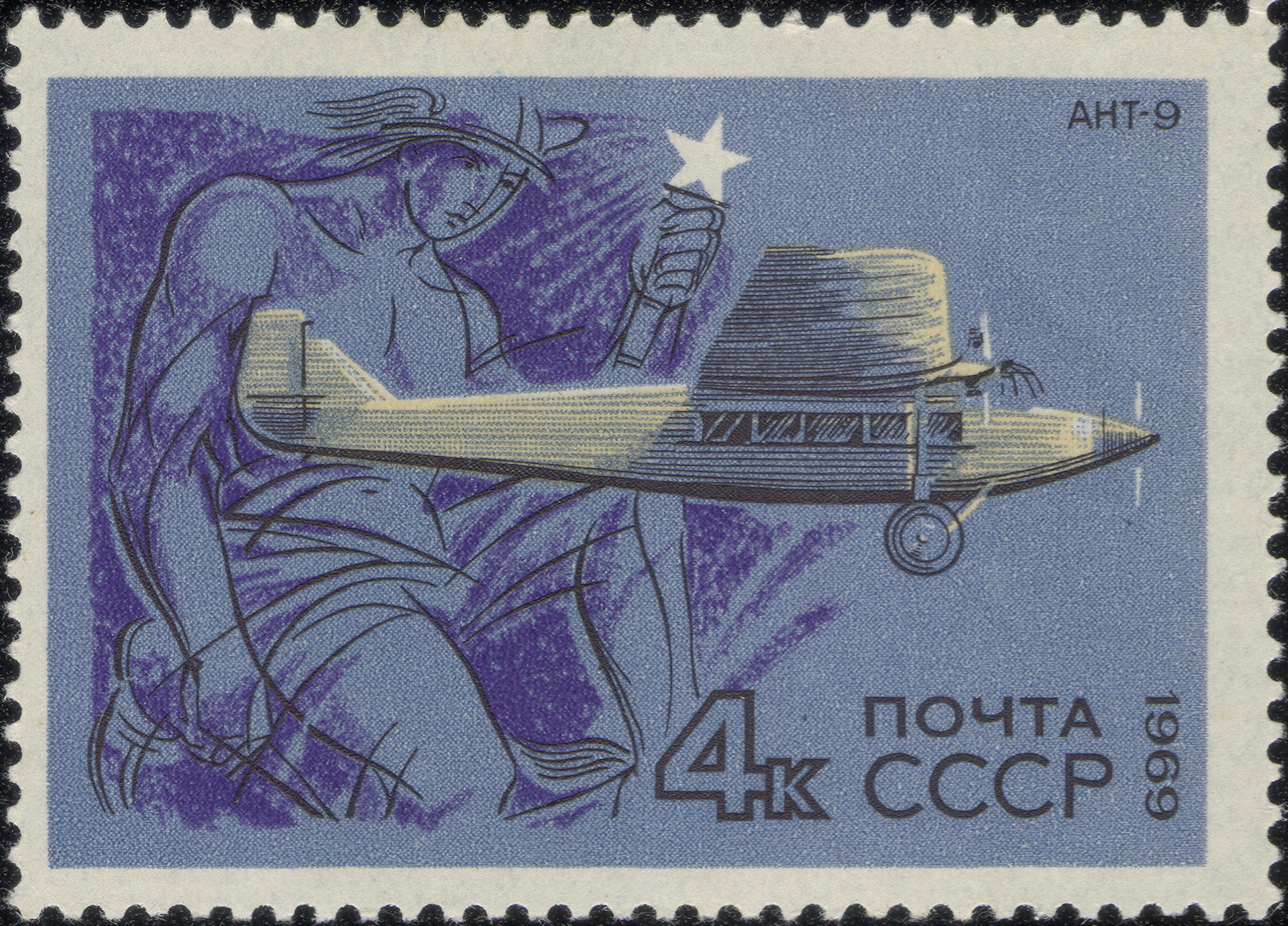
ANT-9 auf einer Briefmarke von 1969

| Kenngröße                          | Daten (Prototyp, 1929)                                     | Daten (ANT-9, 1931)                                          | Daten (ANT-9, 1933)                                        | Daten (PS-9, 1933)                                         |
| ---------------------------------- | ---------------------------------------------------------- | ------------------------------------------------------------ | ---------------------------------------------------------- | ---------------------------------------------------------- |
| Besatzung                          | 2                                                          | 2                                                            | 2                                                          | 2                                                          |
| Passagiere                         | 9                                                          | 9                                                            | 9                                                          | 9                                                          |
| Konstrukteur                       | Alexander Archangelski                                     | Alexander Archangelski                                       | Alexander Archangelski                                     | Alexander Archangelski                                     |
| Spannweite                         | 23,70 m                                                    | 23,70 m                                                      | 23,80 m                                                    | 23,80 m                                                    |
| Länge                              | 17,00 m                                                    | 17,00 m                                                      | 16,65 m                                                    | 17,01 m                                                    |
| Höhe                               | 4,86 m                                                     |                                                              | 5,0 m                                                      |                                                            |
| Flügelfläche                       | 84,0 m²                                                    | 84,0 m²                                                      | 84,0 m²                                                    | 84,0 m²                                                    |
| Flügelstreckung                    | 6,7                                                        | 6,7                                                          | 6,7                                                        | 6,7                                                        |
| Leermasse                          | 3353 kg                                                    | 3950 kg                                                      | 3680 kg                                                    | 4400 kg                                                    |
| Nutzlast                           | 1690 kg                                                    | 2050 kg                                                      | 2010 kg                                                    | 1800 kg                                                    |
| Startmasse                         | 5043 kg                                                    | 6000 kg                                                      | 5690 kg                                                    | 6200 kg                                                    |
| Verhältnis Nutz- /Startmasse       | 33,5 %                                                     | 34,2 %                                                       | 35,3 %                                                     | 29,0 %                                                     |
| Flächenbelastung                   | 60,0 kg/m²                                                 | 71,4 kg/m²                                                   | 67,7 kg/m²                                                 | 73,8 kg/m²                                                 |
| Leistungsbelastung                 | 9,95 kg/kW (7,31 kg/PS)                                    | 9,05 kg/kW (6,67 kg/PS)                                      | 8,58 kg/kW (6,32 kg/PS)                                    | 6,20 kg/kW (4,56 kg/PS)                                    |
| Antrieb                            | drei luftgekühlte Sternmotoren                             | drei luftgekühlte Sternmotoren                               | drei luftgekühlte Sternmotoren                             | zwei flüssigkeitsgekühlte V-Motoren                        |
| Typ                                | Gnome-Rhône Titan (Siebenzylindermotor)                    | M-26                                                         | Wright Whirlwind (Neunzylindermotor)                       | M-17 (Zwölfzylindermotor)                                  |
| Nennleistung                       | 169 kW (230 PS)                                            | 221 kW (300 PS)                                              | 224 kW (ca. 300 PS)                                        | 368 kW (500 PS)                                            |
| Höchstgeschwindigkeit in Bodennähe | 209 km/h                                                   | 185 km/h                                                     | 205 km/h                                                   | 215 km/h                                                   |
| Reisegeschwindigkeit               |                                                            |                                                              | 170 km/h                                                   | 180 km/h                                                   |
| Landegeschwindigkeit               | 110 km/h                                                   | 115 km/h                                                     | 93 km/h                                                    | 110 km/h                                                   |
| Steigzeit                          | 6,8 min auf 1000 m 15,5 min auf 2000 m 30,7 min auf 3000 m | 7,0 min auf 1000 m 15,9 min auf 2000 min 39,4 min auf 3000 m | 8,5 min auf 1000 m 16,0 min auf 2000 m 28,0 min auf 3000 m | 6,0 min auf 1000 m 12,5 min auf 2000 m 18,5 min auf 3000 m |
| Start- /Landerollstrecke           |                                                            |                                                              | 280 m / 155 m                                              |                                                            |
| Dienstgipfelhöhe                   | 3810 m                                                     | 3400 m                                                       | 4500 m                                                     | 5100 m                                                     |
| Reichweite                         | 1000 km                                                    | 1000 km                                                      | 700 km                                                     | 700 km                                                     |